# Cyptomicrus
Cratosoma pictum es una  especie de coleóptero adéfago de la familia Carabidae y el único miembro del género monotípico Cyptomicrus.